# 大俣村
大俣村（おおまたそん）は、徳島県阿波郡にあった村。現在の阿波市市場町の北半にあたる。

## 地理
- 山岳 ： 城王山
- 河川 ： 吉野川、日開谷川、大久保谷川

## 歴史
- 1889年（明治22年）10月1日 - 町村制の施行により、大俣村・日開谷村・犬墓村・大影村および上喜来村の大部分の区域をもって発足。
- 1955年（昭和30年）3月31日 - 八幡町・市場町と合併し、改めて市場町が発足。同日大俣村廃止。

## 交通

### 道路
現在は旧町域を徳島自動車道が通過するが、当時は未開通。